# Resolució 1174 del Consell de Seguretat de les Nacions Unides
La Resolució 1174 del Consell de Seguretat de les Nacions Unides fou adoptada per unanimitat el 15 de juny de 1998. Després de recordar les resolucions 1031 (1995), 1035 (1995), 1088 (1996) 1103 (1997), 1107 (1997), 1144 (1997) i 1144 (1998), el Consell va prorrogar el mandat de la Missió de les Nacions Unides a Bòsnia i Hercegovina (UNMIBH) per un període que finalitzava el 21 de juny de 1999 i autoritzava als estats que participaven en la Força d'estabilització (SFOR) de l'OTAN a continuar fent-ho durant uns altres dotze mesos.
El Consell de Seguretat va subratllar la importància de l'Acord de Dayton i la importància que Croàcia i la República Federal de Iugoslàvia (Sèrbia i Montenegro) van jugar en el procés de pau a Bòsnia i Hercegovina. El retorn dels desplaçats i dels refugiats era crucial per a una pau duradora a la regió, després que el secretari general Kofi Annan va informar que els refugiats havien trobat violència quan tornaven als seus llocs d'origen a Bòsnia i Hercegovina.
Actuant amb el Capítol VII de la Carta de les Nacions Unides, el Consell va insistir en la cooperació de totes les parts amb els acords de pau i el Tribunal Penal Internacional per a l'antiga Iugoslàvia (TPIY), reafirmant el paper de l'Alt Representant per Bòsnia i Hercegovina durant aquest procés. Es va reconèixer que les parts havien autoritzat a la força multinacional actual a utilitzar la força si fos necessari per fer complir l'annex I dels acords de pau.
Els Estats membres que participen en la SFOR, establerta a la Resolució 1088, estaven autoritzats a continuar les seves operacions durant dotze mesos addicionals; s'ampliarà més enllà d'aquesta data si es justifica per la situació al país. També va autoritzar l'ús de mesures necessàries, incloent l'ús de la força i defensa pròpia, per assegurar el compliment dels acords i la seguretat i la llibertat de moviment del personal de la SFOR. Al mateix temps, el mandat de la UNMIBH, que incloïa la International Police Task Force (IPTF), es va ampliar fins al 21 de juny de 1999. Es va instar als països a proporcionar formació, equips i suport a les forces policials locals a Bòsnia i Hercegovina.